# روتکی، ماسوویان
روتکی (به لاتین: Rutki) یک منطقهٔ مسکونی در لهستان است که در گمینا کارنگوو واقع شده‌است.